# Grebbin
Grebbin – dzielnica gminy Obere Warnow w Niemczech, w kraju związkowym Meklemburgia-Pomorze Przednie, w powiecie Ludwigslust-Parchim, w urzędzie Parchimer Umland. Do 31 grudnia 2011 była samodzielną gminą.